# Ochthebius bisinuatus
Ochthebius bisinuatus är en skalbaggsart som beskrevs av Perkins 1980. Ochthebius bisinuatus ingår i släktet Ochthebius och familjen vattenbrynsbaggar. Inga underarter finns listade i Catalogue of Life.